# Issime
Issime (pronuncia fr. /isim/  - Éischeme in töitschu, Éséima in patois di Gaby, Eichima in patois valdostano, Einsimmen in tedesco) è un comune italiano sparso di 375 abitanti della Valle d'Aosta orientale.

## Geografia fisica

### Territorio
Issime si trova nella media valle del Lys, l'ultima valle laterale della Valle d'Aosta sulla sinistra orografica della Dora Baltea.
Il paese è attraversato dal torrente Lys (in Töitschu, Lyesu).
A valle del capoluogo, nei pressi del gouffre de Guillemore (in Töitschu, z’Gilljumuart), si trova lo sbarramento di Guillemore, che forma un lago artificiale apprezzato anche per la pesca sportiva.
- Classificazione sismica: zona 4 (sismicità molto bassa)[8]

### Geografia antropica
Storicamente il territorio di Issime si divideva in tre parti:
- Il Tiers de la plaine, fondovalle di Issime e sede del capoluogo (Duarf), dal gouffre de Guillemore fino al villaggio di Zuino escluso, mentre il confine della parrocchia di Issime-Saint-Jacques arriva fino al luogo chiamato zam Rubbi (Rubin nel patois francoprovenzale di Gaby), ben oltre il villaggio di Zuino; in questa parte è compreso anche il vallone di Tourrison (in Töitschu, Turrudschun-Gumbu);
- Il Tiers Dessus, storicamente Issime-Saint-Michel (localmente, Überlann, cioè "la parte alta del paese", riferito alla sua posizione a monte del capoluogo), costituito nel comune di Gaby nel 1952;
- Il Tiers de la montagne, comprendente i due valloni di Saint-Grat (Sen-Kroasch-Gumbu) e di Bourines (Burrunun-Gumbu).

### Vette
La vetta più alta è il Mont Néry (3 075 metri).
Le altre vette sono:
- Nel vallone di Bourines (in Töitschu, Burrunun-Gumbu):
  - la Weiss Weib (in tedesco, "Sposa bianca"; in Töitschu, Wéis Wéibji[9]), nel vallone di Bourines.

Nel vallone di San Grato (in Töitschu, Sen Kroasch Gumbu):
- - la Becca di Vlou (in Töitschu, z'Vluhuare)
  - la Becca Torché
  - il Vogel[10] (pron. fo:gəl - in Töitschu, da Vuagal o z'Blett[9])
  - il Siahuare, conosciuto dagli abitanti di Challand-Saint-Victor come Bec des Allemands o Corno dei laghi.
- Nel vallone del Tourrison (in Töitschu, Turrudshu-Gumbu), in sinistra idrografica del Lys:
  - il Mont Crest
  - il Mont des Pierres-Blanches.[11]

## Origini del nome
Il toponimo latino è Ixima (anticamente Axima).
Il toponimo ufficiale in francese Issime presenta le forme:
- Éischeme nella variante Éischemtöitschu della lingua walser
- Éséima in patois di Gaby
- Eichima in patois valdostano standard
- Einsimmen in tedesco (obsoleto).

## Storia
In epoca pre-romana, Issime fu interessato da stanziamenti di carattere agro-pastorale e commerciale, legati allo sfruttamento minerario.

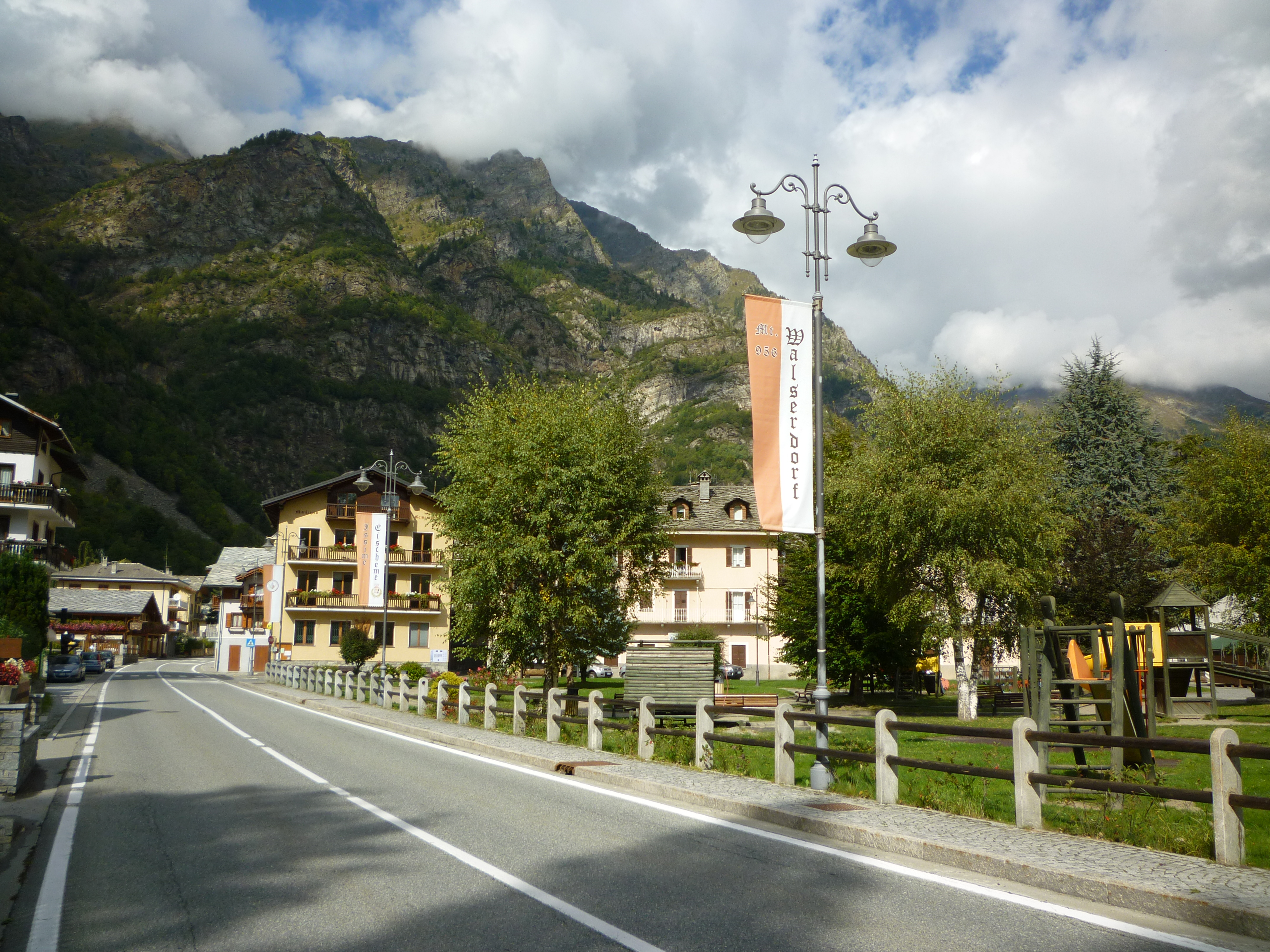
Vista del capoluogo (Duarf)

Nel Medioevo divenne capoluogo del mandamento della potente famiglia nobiliare Vallaise (bassa Valle d'Aosta), che nel 1227 concesse al paese, insieme a privilegi speciali tramite uno statuto locale che rimase in vigore fino al 1773.
A partire dal XIII secolo, fu sede del tribunale, la cui sede sorge sulla piazza di Duarf, il capoluogo, e dove un giudice e due consiglieri amministravano la giustizia per i baroni de Vallaise. Issime svolse un ruolo di primo piano anche in ambito religioso, come unica parrocchia dell'alta valle del Lys fino al 1660.
L'insediamento delle genti walser, che si integrarono alla popolazione autoctona di lingua e cultura franco-provenzale, ha dato vita a un dialetto, a costumi e tradizioni, e ad un'architettura originale e tuttora vivente e ottimamente conservata. I migliori esempi di case tipiche walser ("Städel") si trovano nel vallone di San Grato (Sen-Kroasch Gumbu, in Töitschu) e nel vallone di Bourines (Burrunun Gumbu, in Töitschu).
Durante la seconda guerra mondiale, Issime accolse per alcuni mesi nell'inverno 1942-43 una famiglia di profughi ebrei croati, i Kohn (padre, madre e due figli), in regime di internamento libero, prima del loro trasferimento al campo di Ferramonti in Calabria, dove saranno liberati nel settembre 1943 dall'arrivo degli Alleati. Nel 1942 si era stabilita a Issime - per sfuggire ai bombardamenti - anche la famiglia dell'avvocato Remo Jona (anch'egli con la moglie e due bambini), i quali dal 1936 vi trascorrevano abitualmente le vacanze. Con l'occupazione nazista e la Repubblica Sociale Italiana i Jona si illusero che le molte amichevoli relazioni intrecciate in paese li avrebbero protetti. Furono invece arrestati dai carabinieri il 7 dicembre 1943 e deportati ad Auschwitz. Solo Remo Jona vi farà ritorno.

### Simboli
Lo stemma e il gonfalone del comune sono stati concessi con decreto del presidente della Repubblica del 5 febbraio 1987.
Nella prima partizione dello scudo è raffigurato il simbolo delle comunità walser; nella parte centrale l'arma dei Vallaise e d'Arnad, che nel Medioevo furono signori del luogo e di quasi tutta la valle del Lys; nella terza parte l'emblema del Ducato di Aosta.
Il gonfalone è un drappo di bianco.

## Monumenti e luoghi d'interesse

### Architetture religiose
- A Duarf, la chiesa parrocchiale di San Giacomo presenta dei pregevoli affreschi del Giudizio Universale, i misteri del Rosario sul sagrato, il fonte battesimale in stile romanico e soprattutto l'altare maggiore barocco (il secondo della Valle d'Aosta per dimensioni dopo quello di Antagnod) con 182 statue. Gli affreschi della facciata hanno ispirato la facciata della parrocchiale di Perloz, dedicata a San Salvatore (Saint-Sauveur)
- la cappella di Santa Margherita nel vallone di San Grato

### Architetture civili
- A Duarf, il "tribunale dei Vallaise", davanti all'ex palazzo del municipio.
- Vari “Stadel” lungo il vallone di San Grato, andando verso il Col Dondeuil.
- Sul promontorio che fronteggia la chiesa parrocchiale si trova la Herrenhaus (che significa, in tedesco, Casa del signore), un tempo casaforte dei nobili Vallaise. L'edificio, risalente al XIV secolo, è stato rimaneggiato.[18]

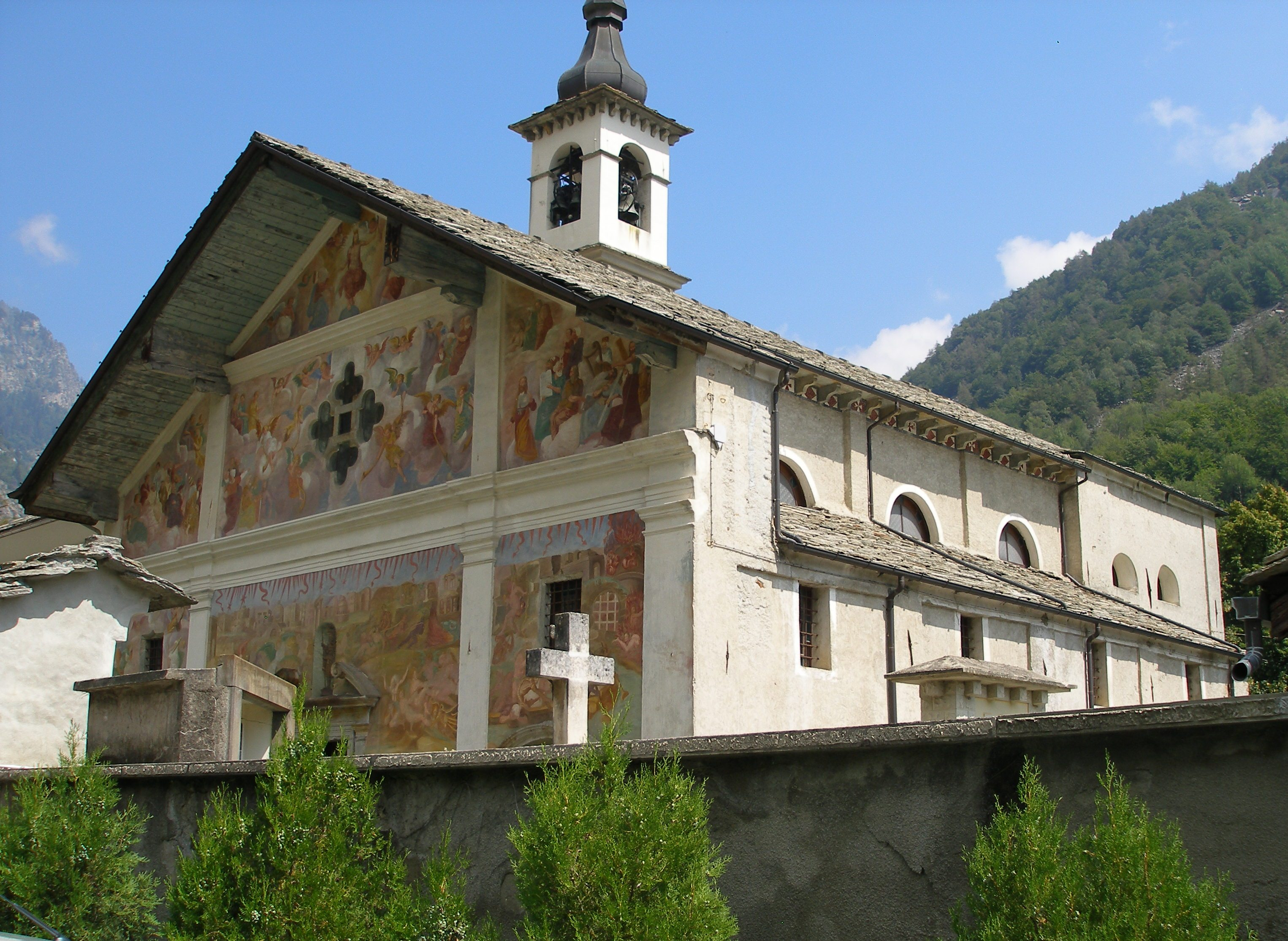
La chiesa parrocchiale di San Giacomo
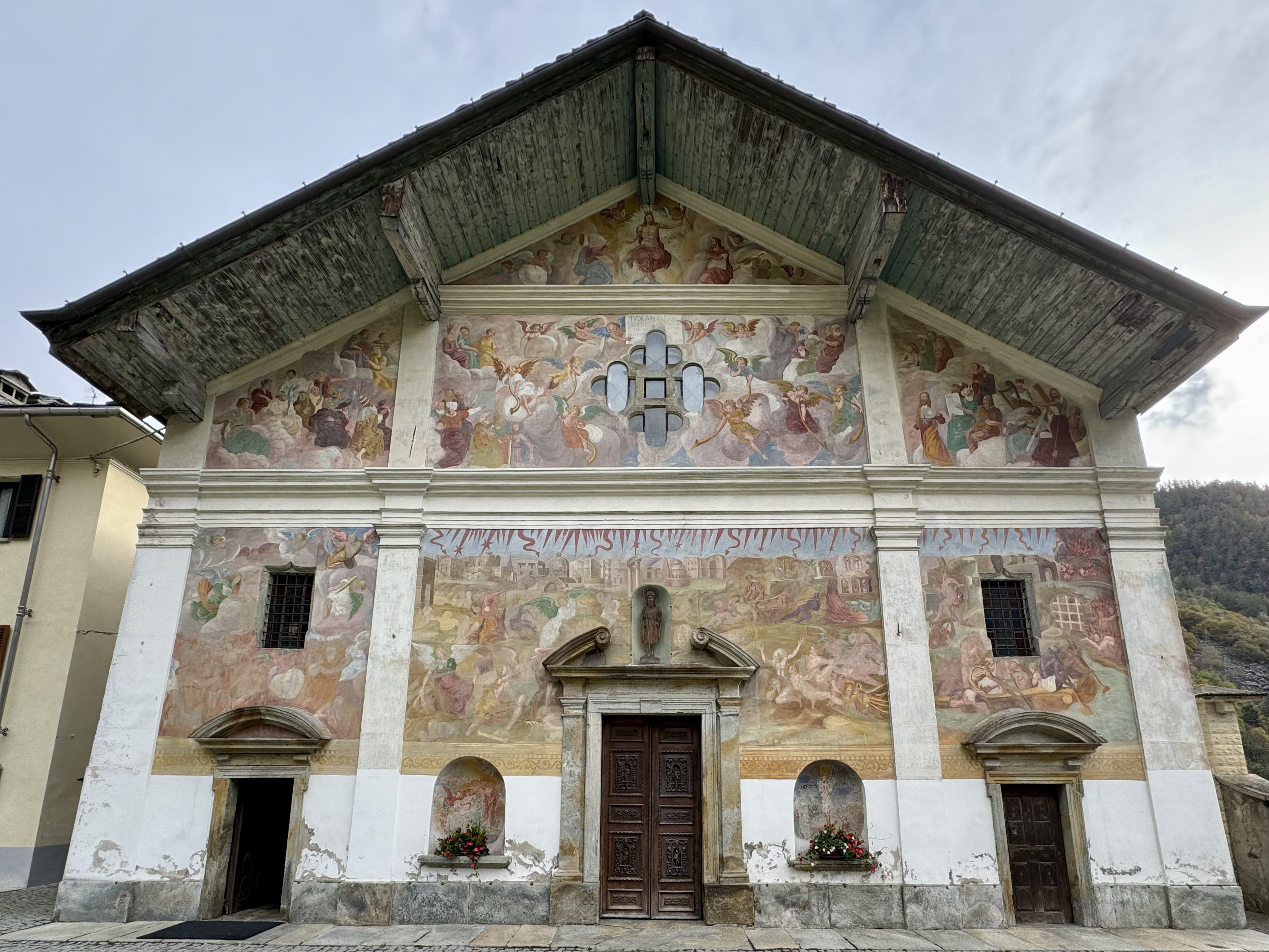
La chiesa parrocchiale di San Giacomo
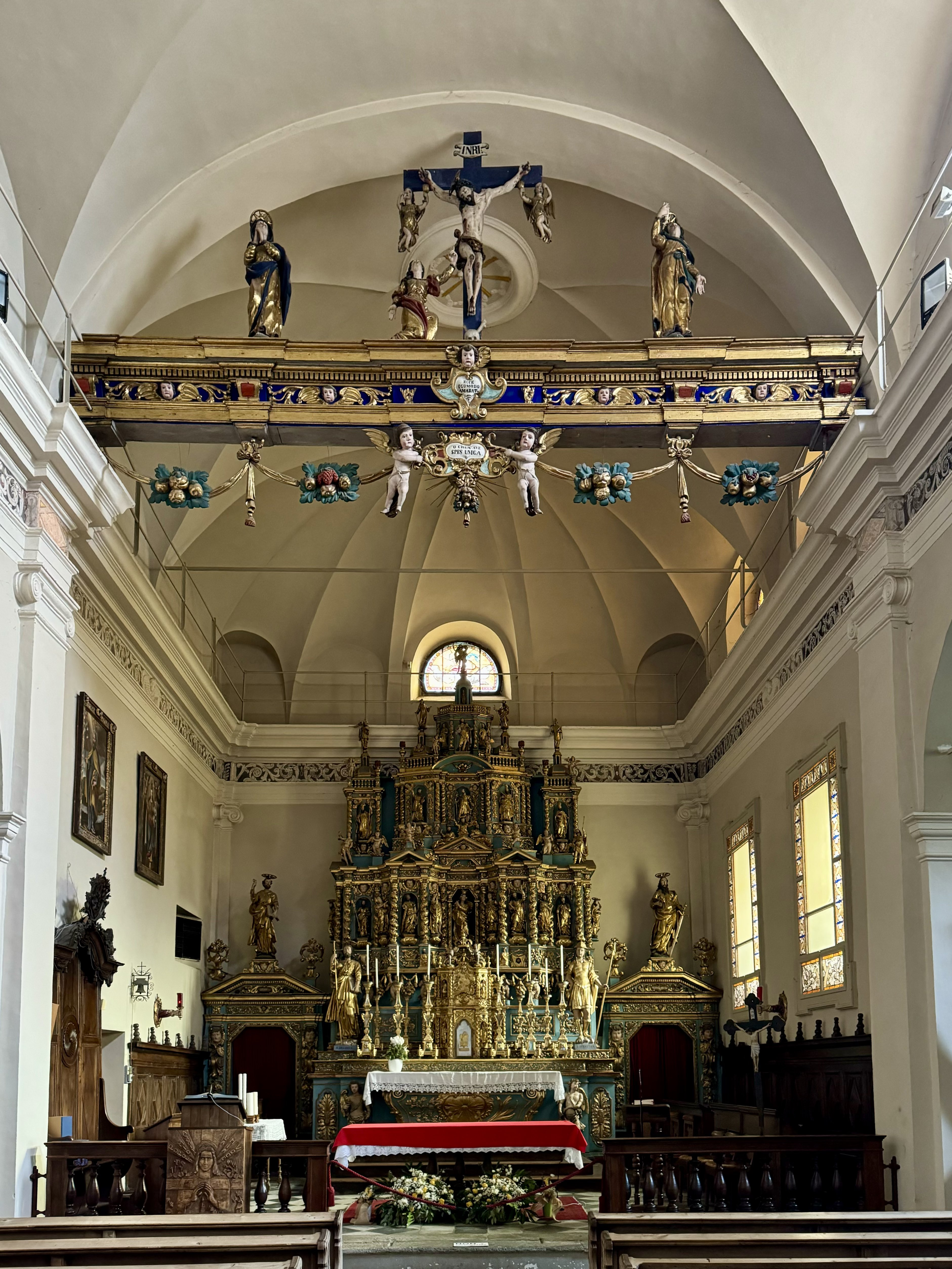
La chiesa parrocchiale di San Giacomo, interiore
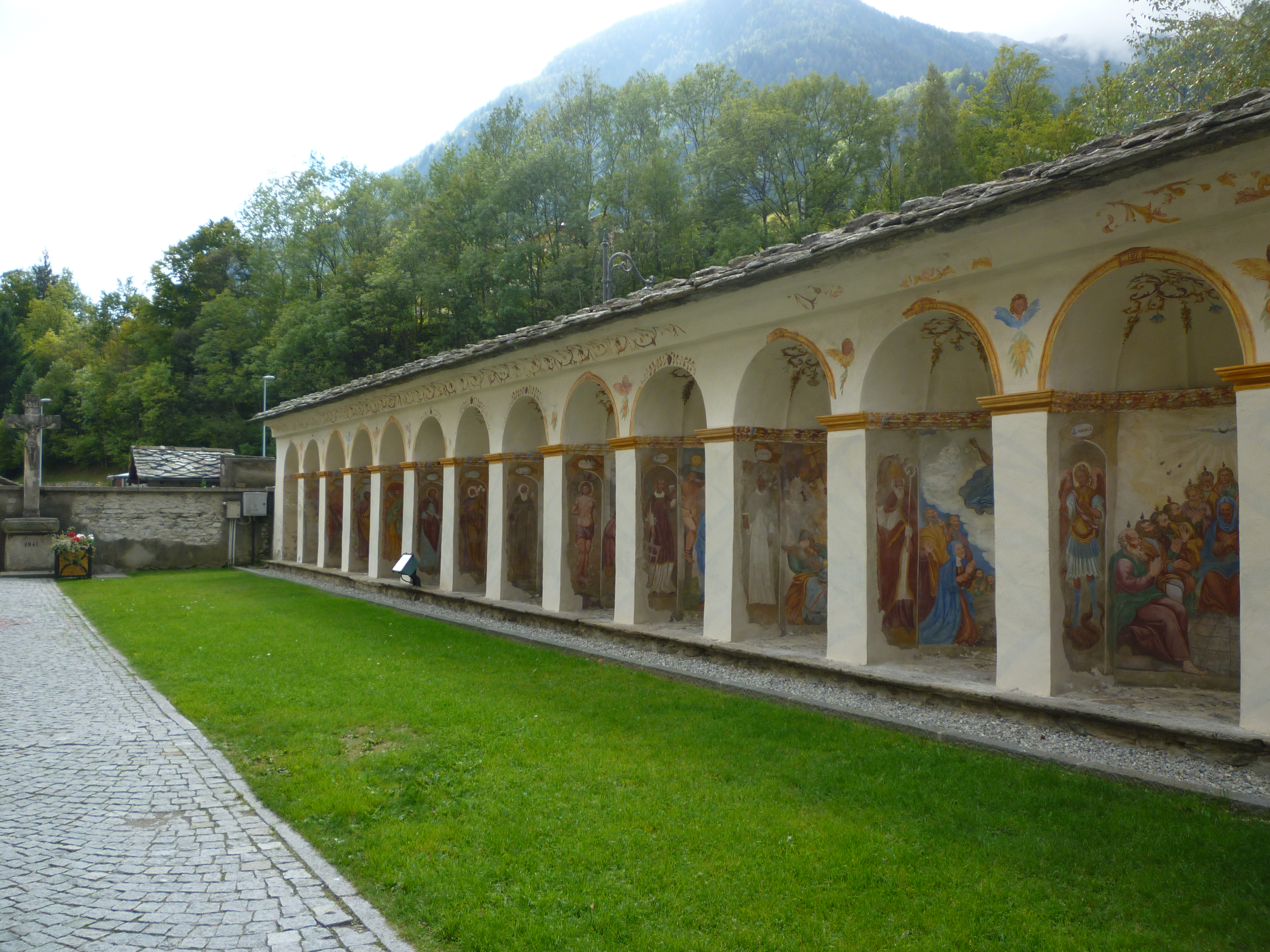
Il sagrato della chiesa di San Giacomo
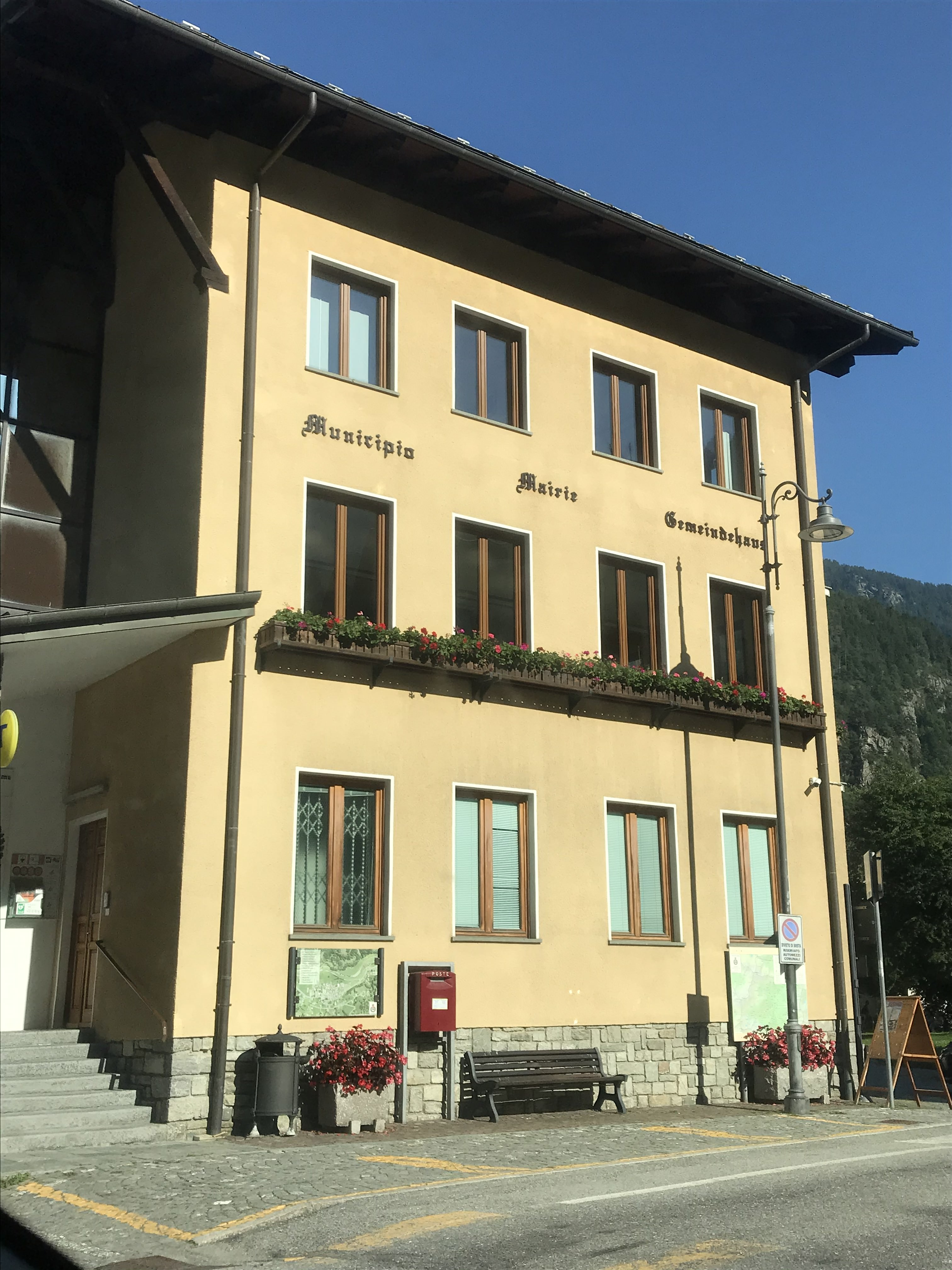
Il municipio (con iscrizione in italiano, francese e tedesco)
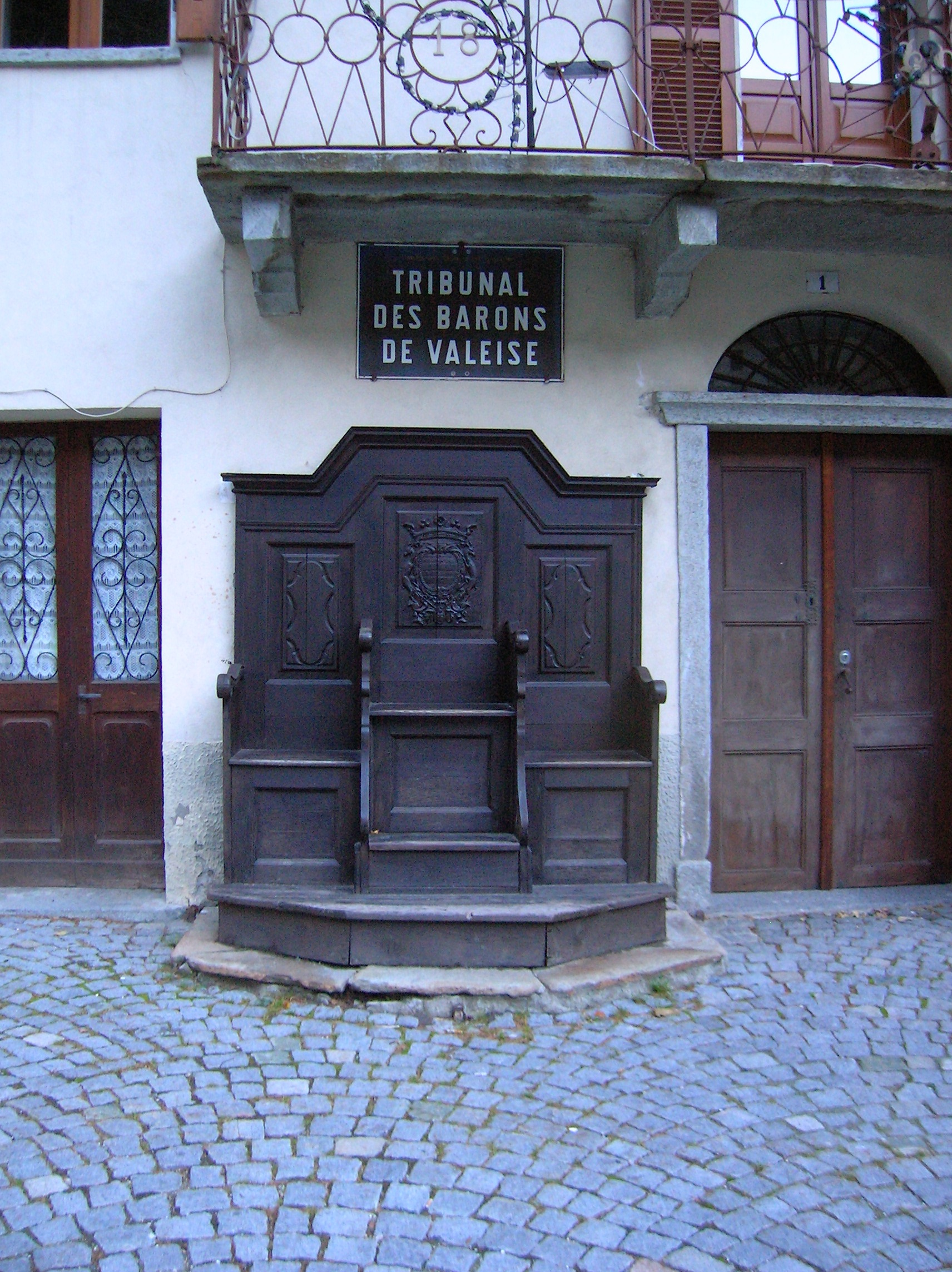
La copia della sedia arringaria del tribunale dei baroni Vallaise
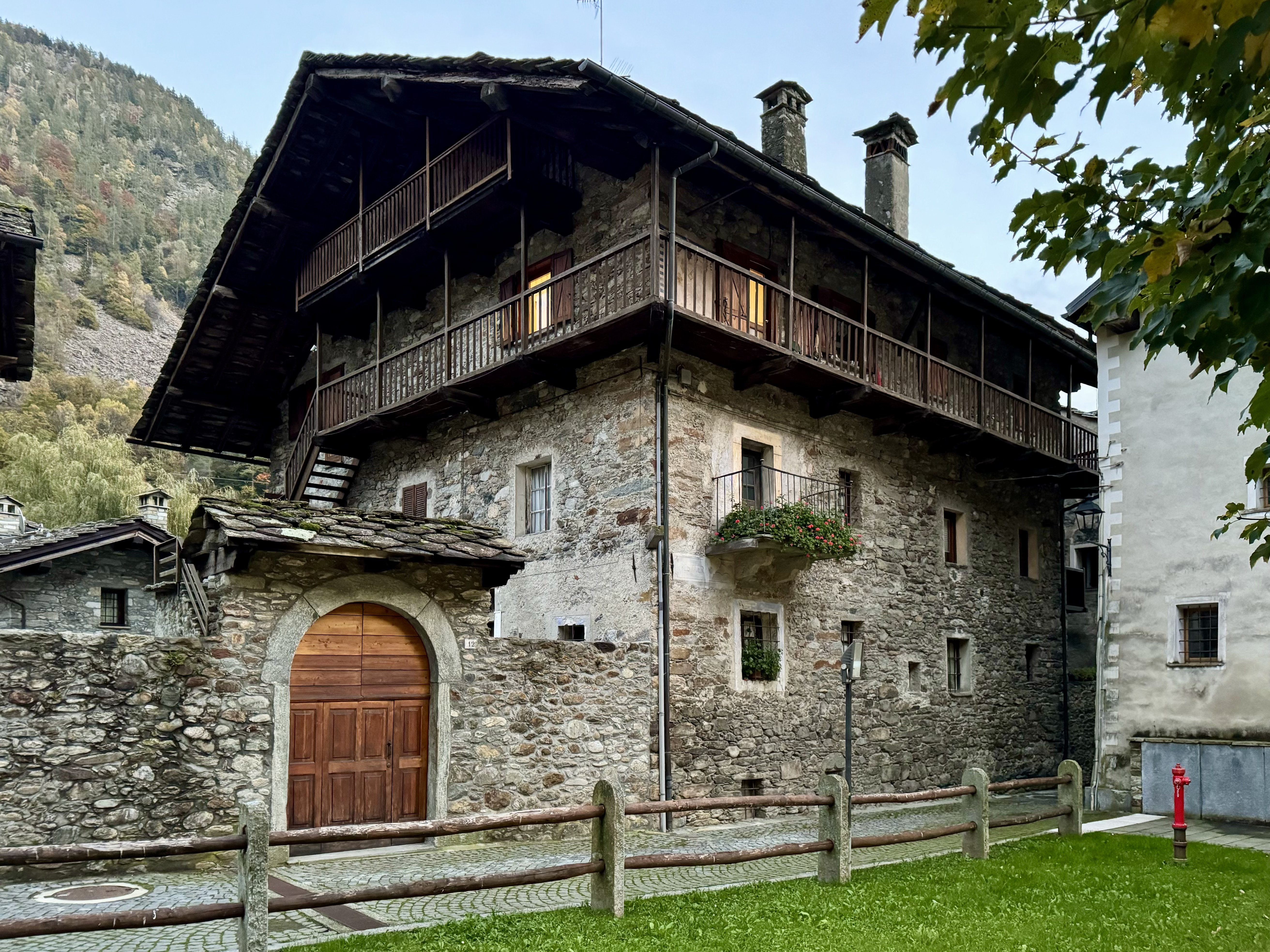
casa vecchia a Duarf
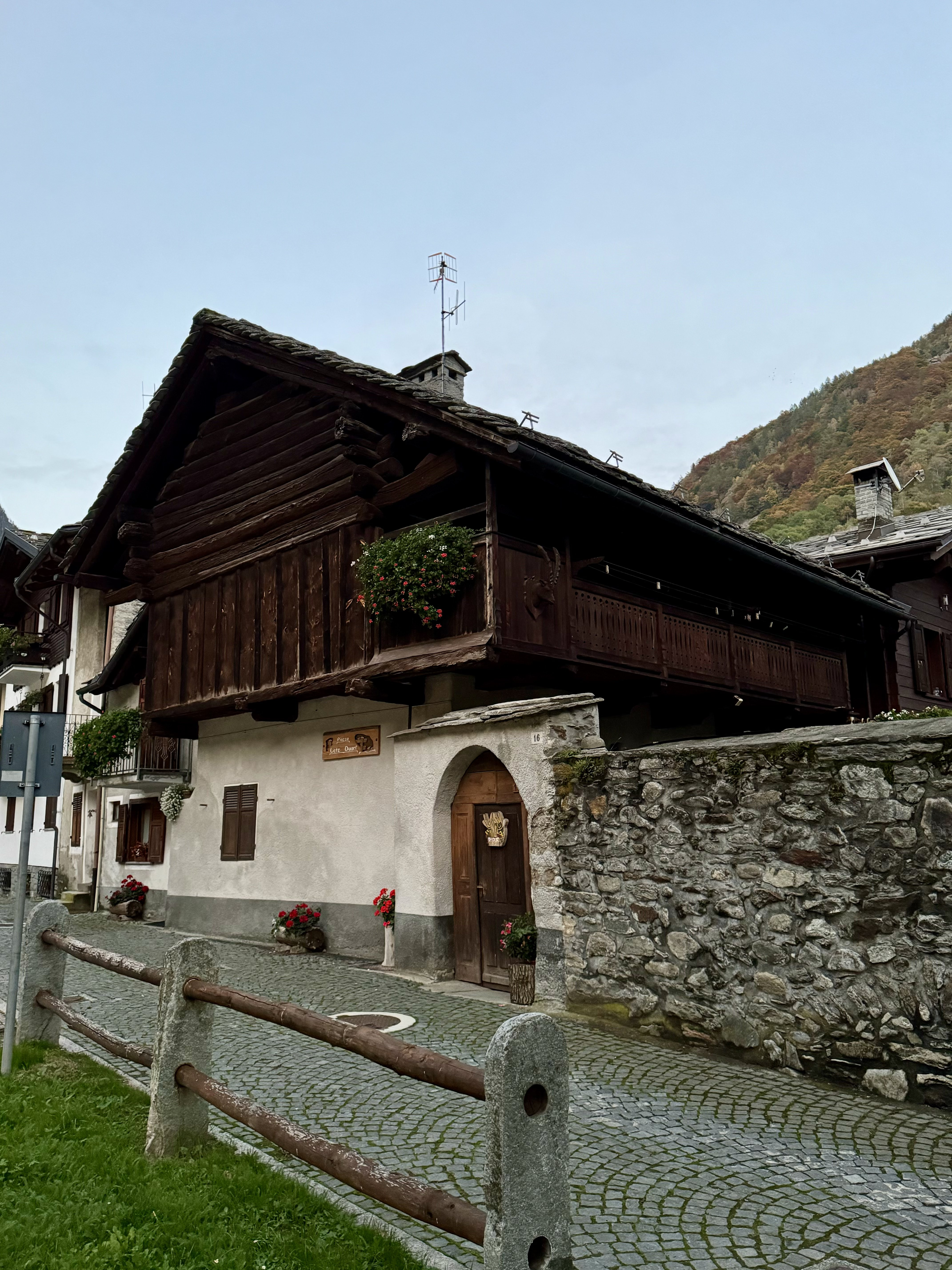
casa vecchia a Duarf
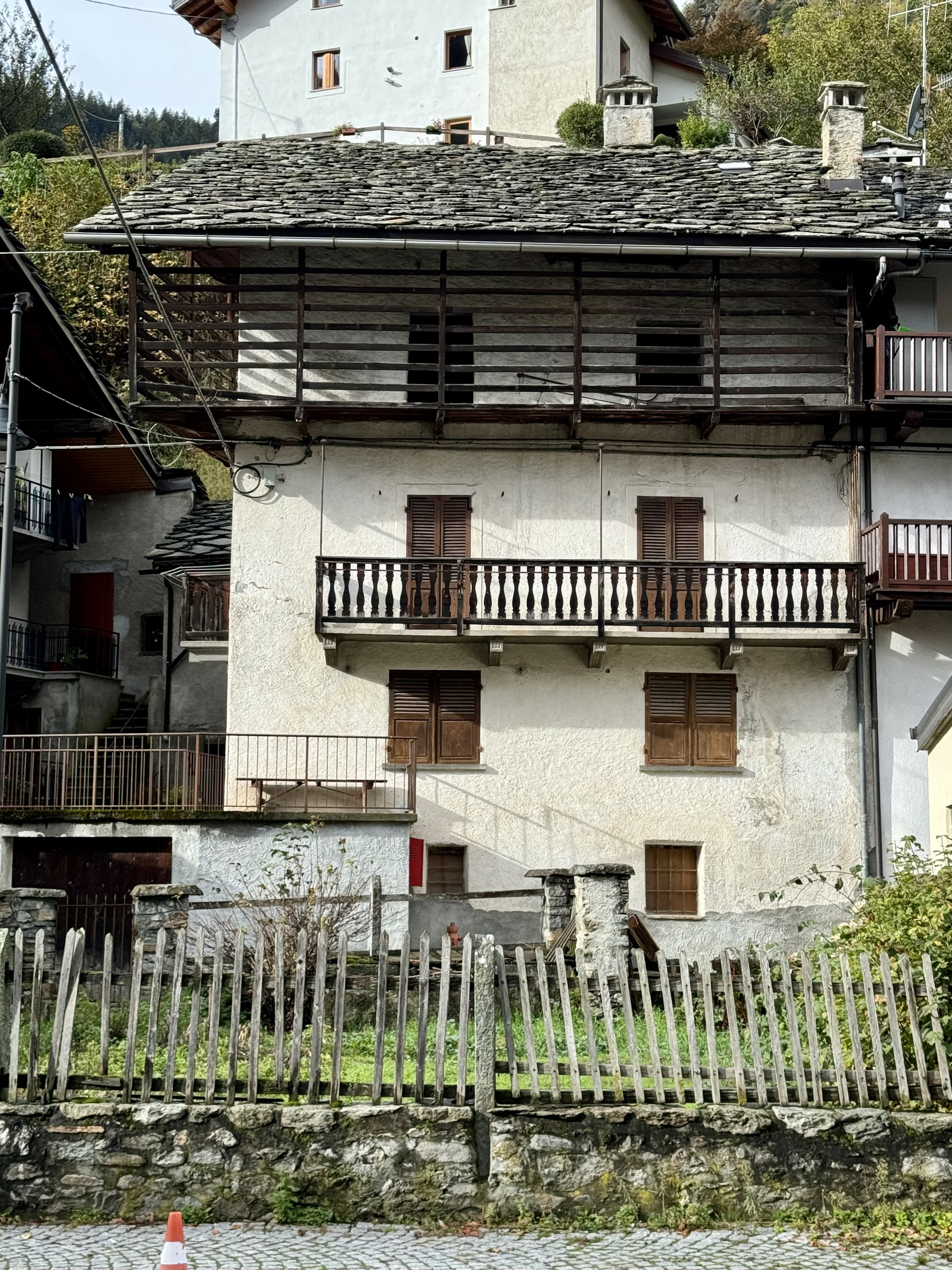
casa vecchia a Duarf

## Cultura
Issime è un paese di lingua e cultura walser. L'elemento che contraddistingue la comunità issimese rispetto ad altre realtà dell'arco alpino, come evidenziato da molti studi, sono il plurilinguismo e la compresenza di due gruppi etnici (quello tedescofono e quello francoprovenzale). Riguardo al plurilinguismo, storicamente attestato, si arriva effettivamente fino a cinque varietà (Töitschu, patois di Gaby, piemontese, francese e, ultimamente, italiano) nelle competenze linguistiche dei suoi abitanti.
Questa particolarità è evidente nel dialetto, nei toponimi, nell'architettura, e nel costume tipico.

### Lingue e dialetti
Insieme a Gressoney-La-Trinité e Gressoney-Saint-Jean Issime costituisce un'isola linguistica tedesca appartenente alla comunità dei Walser. La popolazione parla infatti un dialetto alemanno, l'Éischemtöitschu.
Il 65,25% della popolazione conosce il dialetto walser, ma solo il 23,88% dichiara di averlo come lingua materna. Inoltre circa il 5% della popolazione parla il Francoprovenzale.
Oltre ad essere trilingue italiano-francese-tedesco (lingue di istruzione ufficiali per i comuni germanofoni dell'alta Valle del Lys), nel territorio di Issime, la popolazione conosce il patois francoprovenzale valdostano, in virtù della vicinanza con i comuni di Gaby e Fontainemore, e, in virtù della vicinanza geografica e dei rapporti storici con l'adiacente Valsesia e con il Canavese, anche il piemontese.

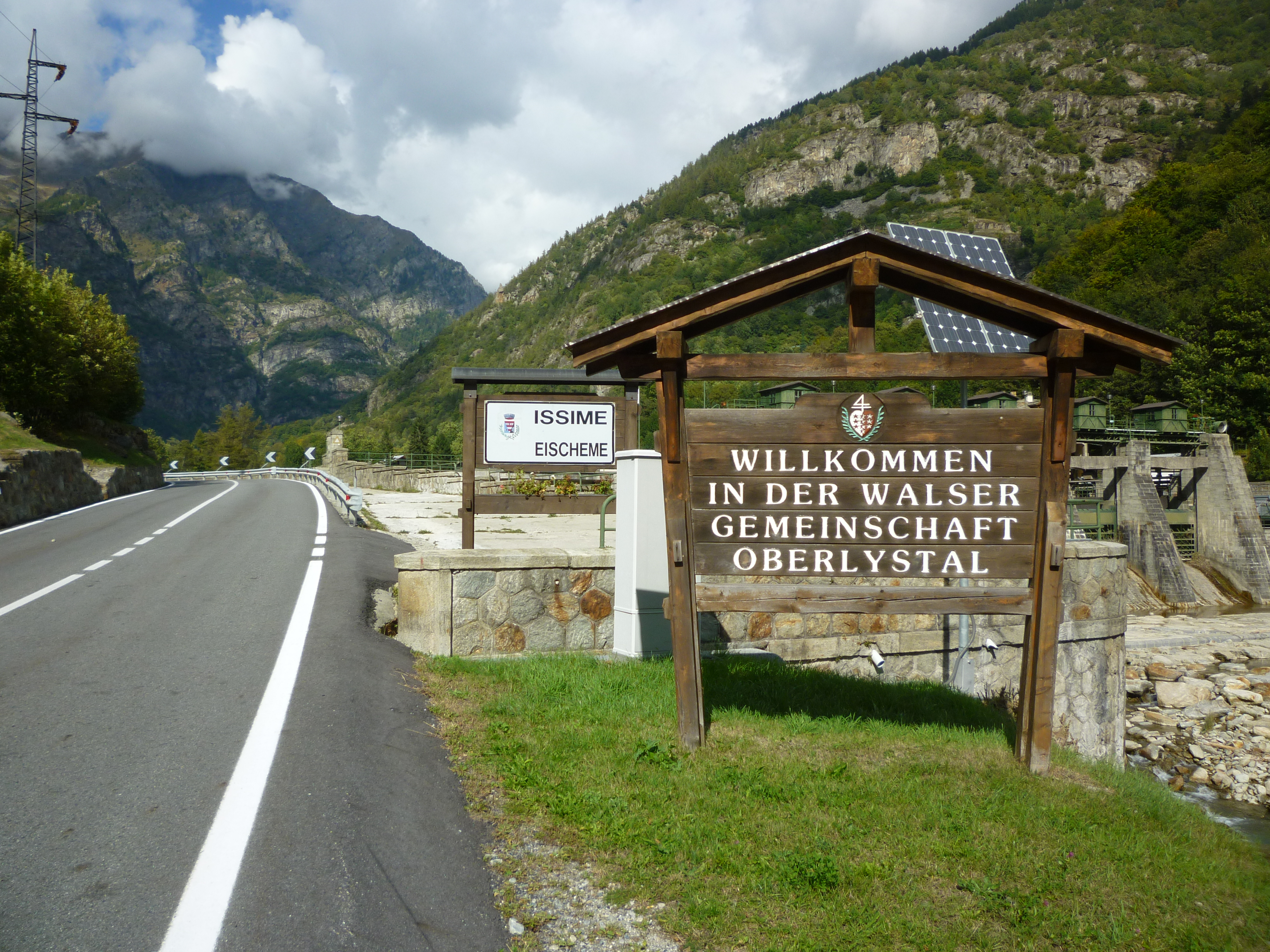
Cartello di benvenuto all'ingresso del comune di Issime e dell'Unité des Communes valdôtaines Walser
Cartello bilingue (francese-Töitschu) all'entrata del comune
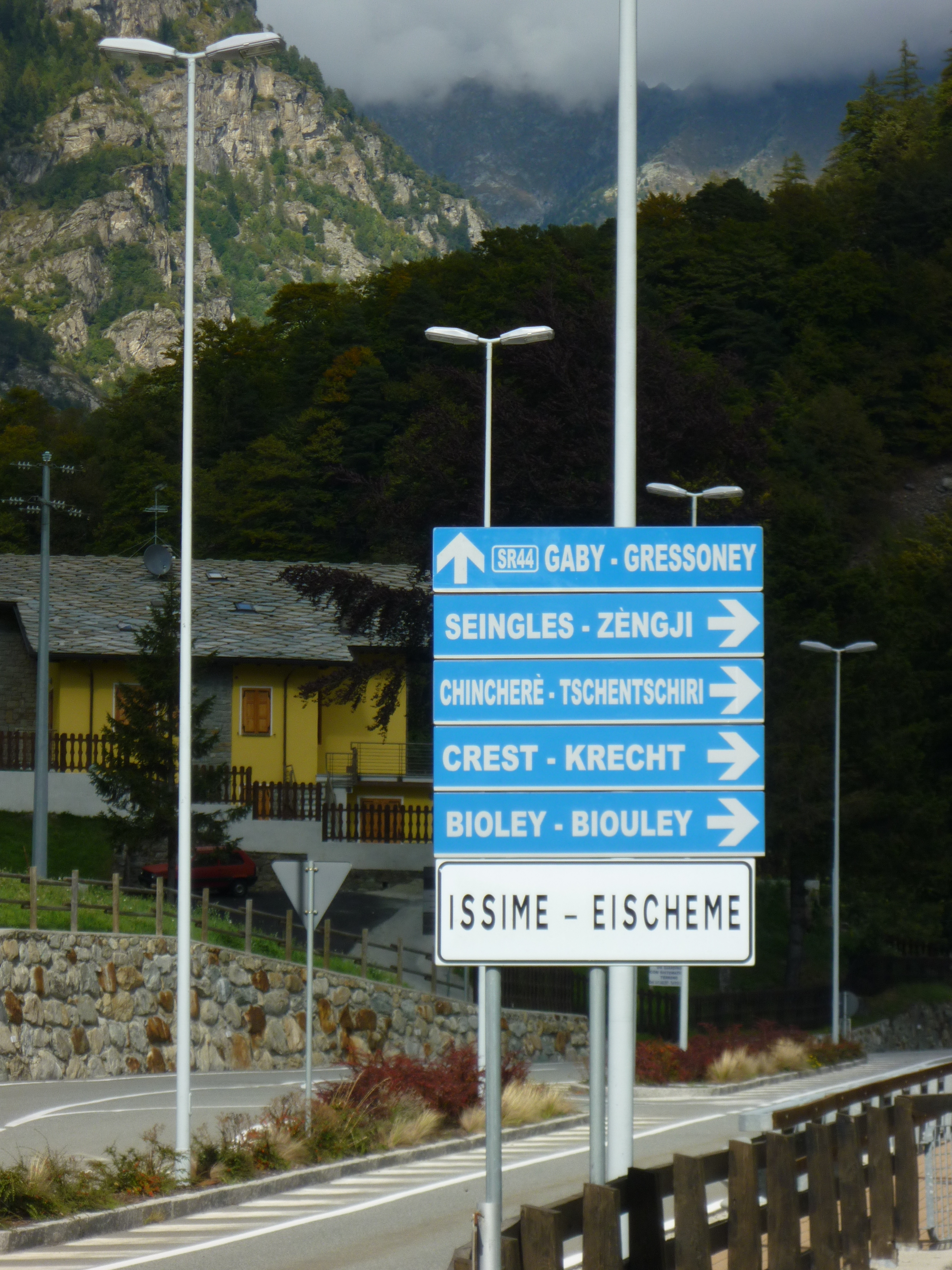
Indicazioni stradali bilingui (francese-Töitschu)
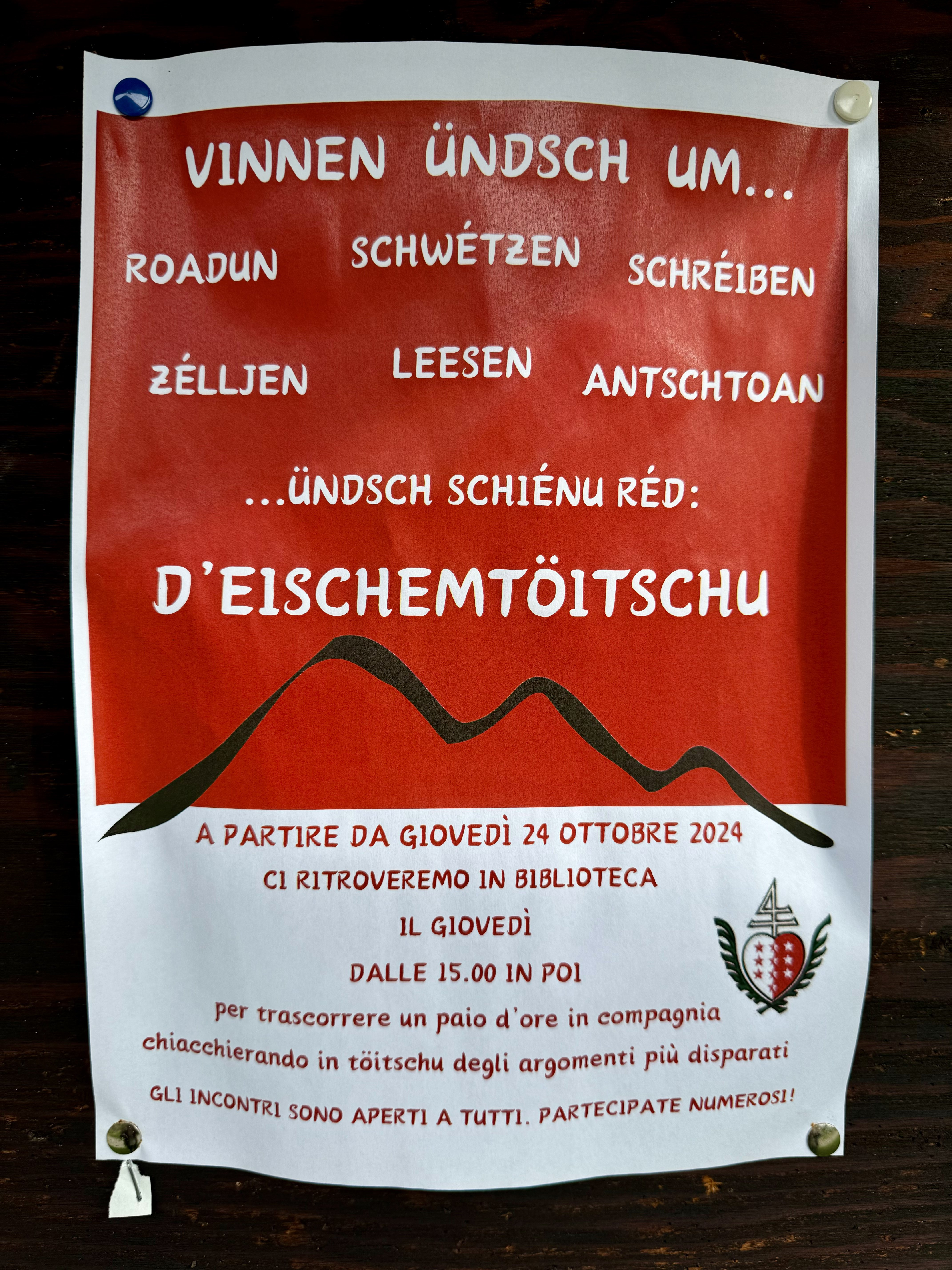
Gruppo di conversazione per la coltivazione del dialetto walser di Issime
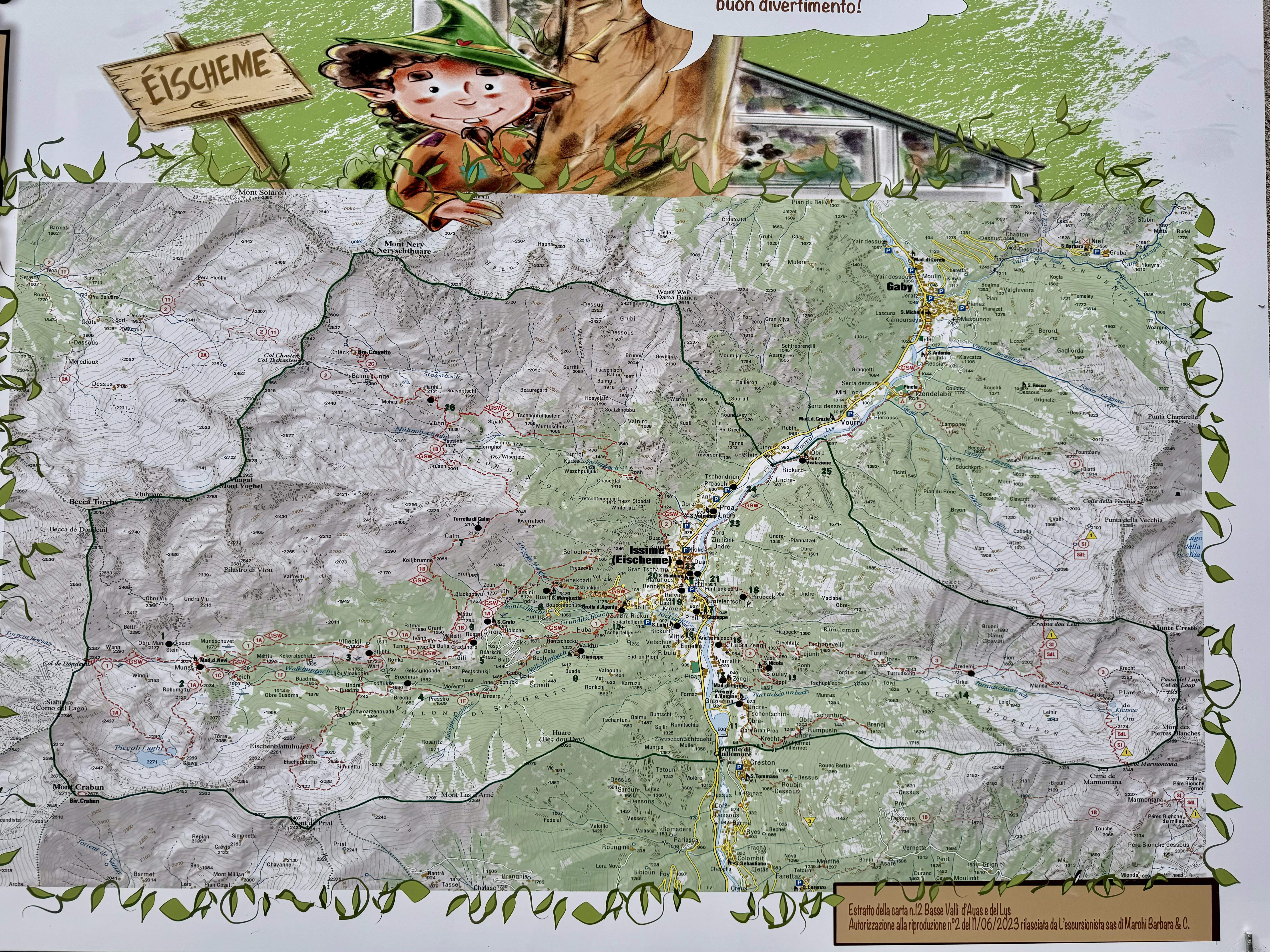
Mappa del comune d'Issime, con i toponimi walser

#### IlTöitschue l'Associazione Augusta
Il Töitschu è la variante della lingua walser parlata dal gruppo di mercanti del Vallese che nel 1300 migrarono verso sud per esigenze principalmente demografiche. 
Rispetto al dialetto di Gressoney, denominato Greschòneytitsch, quello di Issime ha subito meno modifiche nel corso dei secoli; ciononostante, è evidente l'influsso del patois valdostano, del piemontese, del francese, e dell'italiano. La comunità issimese è plurilingue.
Attualmente il Töitschu è parlato correntemente da buona parte degli abitanti del paese, e sono in corso numerosi tentativi di apprendimento di tipo scolastico. È edito, a cura dell'Associazione Augusta, un dizionario Italiano-Töitschu e Töitschu-italiano e una rivista omonima edita dal 1969. Sono inoltre numerosi i libri e i saggi pubblicati dall'associazione. L'associazione Augusta è nata nel 1967 ed è attiva nella salvaguardia e valorizzazione degli aspetti culturali del paese con particolare attenzione alle lingue e al paesaggio naturale e culturale. Sede dell'associazione è l'antica casa parrocchiale sita nel capoluogo (Duarf).
Degli esempi di töitschu sono:
- Vergelzgott = grazie (cfr. ted., Vergelt's Gott da Gott vergelte (belohne) es, lett. "che Dio lo ricompensi")
- Chrigschman = soldato (cfr. ted., Kriegsmann, lett. "uomo della guerra")
- Heersij (cfr. ted., Herzchen o Herzlein, lett. "cuoricino"), diminutivo di Heers (= cuore) = fidanzato/a.
- D'lljibigotschaugjini : lett. « gli occhietti del buon Dio » = i myosotis.

Un esempio comparativo con il Padre nostro:
| Eischemtöitschu | Tedesco | Italiano |
| --- | --- | --- |
| Ündschen Atte das bischt im hümmil, Das déin noame séji gwihti, das déin weelt cheemi, das als séggi wi d’ willischt sua im hümmil wi ouf im heert. Gib n’ündsch höit ünz bruat van all toaga, tu n’ündsch varzîn ündsch schuldini wi wir varzîn deenen das n’ündsch séin schuldig, loa n’ündsch nöit vallen im schwache weg, wa hüt n’ündsch ous ter ellji büaschi dinhi. Amen | Vater unser im Himmel, geheiligt werde dein Name. Dein Reich komme. Dein Wille geschehe, wie im Himmel so auf Erden. Unser tägliches Brot gib uns heute. Und vergib uns unsere Schuld, wie auch wir vergeben unsern Schuldigern. Und führe uns nicht in Versuchung, sondern erlöse uns von dem Bösen. Amen. | Padre nostro che sei nei cieli, sia santificato il tuo nome, venga il tuo regno, sia fatta la tua volontà come in cielo così in terra. Dacci oggi il nostro pane quotidiano, e rimetti a noi i nostri debiti come noi li rimettiamo ai nostri debitori, e non ci indurre in tentazione, ma liberaci dal male. Amen |

Dei proverbi:
- Goan tringhien in d'Lljéisu un arwinnen mit dam dust.

Andare a bere nel Lys e tornare con la sete (essere incontentabili).
- Varchaufen d'sunnu um chaufen dar moanu.

Vendere il sole per comprare la luna (dormire di giorno per far festa di notte).
- Is het sövvil gschnout, das d'hénji hen muan bikhjen d'steerni.

Ha nevicato così tanto, che le galline beccano le stelle.
Il töitschu presenta inoltre dei prestiti provenienti dalle lingue limitrofe, il francese e il patois valdostano:
- mutschur (< fr. mouchoir) = fazzoletto
- tretwar (< fr. trottoir) = marciapiede
- rido (< fr. rideau) = tenda
- verdscháts (= scoiattolo) dal francoprovenzale verdjáts[22].

A Issime si trova inoltre la sede del Dauernder Rat für die Wahrung der Walser Sprache und Kultur (= Consulta permanente per la salvaguardia della lingua e della cultura walser), per l'alta valle del Lys.
Testo audio:
Z’Éischeme, z’beerg ol im grunn, wénn mu het kheen antwier z’wacht, gschlecht, nachpara ol gséllji ischt gsinh dar brouch z’hannun as kollutziunh, sua auch vür a rüddu (troa hoei, troa mischt im moane, ecc.).

Unz as sibenzg joar hinner, Sen Kroasch beerga, vür d’Winnacht, sén gsinh volli lljöit mita dam via um étzen z’hoei un aschparren das im grunn vür dan gruasse winter. Ievun voaren ingier, tor eini, tor endri hen avittrut d’nachpara un ghannut as kollutziunh wass dschi hen kheen zam hous: wust un dschambunh, gute chiesch, chüjini, bloat néidlu ol batüwa, kaffi, milch, wéin, hunkh um essen mit dam bruat.

Wa wéilu voart, antwier das ischt gcheen a wissu ischt kannhe lotze um etwas gschöjun. Im Ronh, darwil eina der wachtunu, ellji sén gsinh im pielljhe un séntsch nen kannhen troan awek d’chüjini van im hous … um dschi essen mit anner gséllji … auch das ischt gsinh an brouch.

Zam méztku, bsinnimich lannhuscht, hentsch toan z’grobschta allz im selben tag, un dé spoat d’nacht, het mu mussun chorrun da nawe wust un z’buddinh, as poar trüffili ol stekhjini um essen darmit un etwas z’tringhien … wir chinn sén aschuan gsinh z’schloafe un séntsch nüntsch kannhen arwékhjen un troa chorrun z’buddinh. Génh wénn mu het kesse ol trunghe, séjiis in as kollutziunh ol wachen am tuate, z’miternacht hentsch gmachut z’kaffi, ol vür gien da vargeb, woa dschi hen keen elljene an trungh, hentsch nündsch zeihut z’gwintschen vür d’lljaubu sieli; “Gottsch ergans vür d’lljaubu sieli”, un d’chinn: “das war mieje wacksen gsünni, grechi un gwoaltigi”.
Traduzione: Ad Issime, all’alpe o al piano, quando veniva qualcuno in veglia, parenti, vicini o amici si usava preparare uno spuntino notturno, così pure per una corvée (portare fieno, portare legname al chiaro di luna, ecc.). Fino a settant’anni fa, il vallone di San Grato, durante l’avvento, era abitato, la gente vi era salita con il bestiame per consumare il foraggio e risparmiare quello del piano per il pieno inverno. Prima di scendere, ora gli uni, ora gli altri, invitavano i vicini e preparavano lo spuntino notturno con quello che avevano in casa: salame e prosciutto, buona toma, frittelle, panna montata, batüwa (panna sbattuta con uova, vino e zucchero), caffè, latte, vino, miele da mangiare con il pane. Ma, talvolta, qualcuno che ne era venuto a conoscenza, si appostava per trafugare qualcosa. Al Ronh, durante una di quelle veglie, tutti erano nel tinello e sono entrati in cucina a portar via le frittelle … per mangiarsele con altri amici … anche quella era un’usanza. Alla macellazione del maiale, ricordo, tanto tempo fa, si faceva quasi tutto in una giornata e, a tarda notte, bisognava ancora assaggiare il salame nuovo e il sanguinaccio, patate o grissini per accompagnare e qualcosa da bere; noi bambini stavamo già dormendo e ci svegliavano per farci assaggiare il sanguinaccio. Ogni volta che ci venivano offerti cibo e bevande, sia nelle veglie come in quelle funebri, a mezzanotte si faceva il caffè, quando si faceva una visita al defunto, dove veniva offerta a tutti una bevanda, ci hanno insegnato ad offrirlo in suffragio alle anime del Purgatorio. “Dio lo renda alle anime del Purgatorio”, e i bambini: “che possiamo crescere sani, robusti e onesti.” (Pubblicato in: Augusta 56, 2024, p. 44.)

### Il vallone di San Grato
Il vallone di San Grato nel suo stato attuale mostra i segni, visibili sia nelle zone esposte che in quelle nascoste dai boschi, della storia della sua colonizzazione. In effetti, si tratta di un vallone di orientamento est-ovest di cui una larga fetta di versante esposto a sud è stata nel medioevo divisa in lotti (particelle). Probabilmente in principio, per gli abitanti originari di Issime, in seguito per i nuovi arrivati, i Walser. I Walser si sono installati nel vallone e vi hanno vissuto almeno a partire dal XIV secolo, utilizzando una parte di queste grandi particelle, dopo aver disboscato parte del territorio in differenti modi. Il paesaggio presenta, quindi, gli elementi di modifica del territorio che ricordano i molteplici modi di sfruttare la montagna a fini agricoli, sia estensivi, sia intensivi. Questo esempio di habitat diffuso, dove hanno coesistito delle popolazioni di origine differente su un territorio limitato, è unico in Valle d'Aosta.
Queste differenti evoluzioni sono particolarmente ben visibili tra Prassevin  e Zöin (zona dei mayen), e fra quest'ultimo e Réich, passando per Vlüekhji, dove i rascard del XV secolo raccontano i tentativi di utilizzo dell'adret del vallone a fini cerealicoli.
Il vallone di San Grato è l'unico esempio in Valle d'Aosta di struttura fondiaria della colonizzazione mantenuta intatta, passata da un insediamento temporaneo (della popolazione romanza) ad un insediamento stabile (della popolazione walser).

### Le attività e il loro impatto sul territorio
Ciascun lotto ha conosciuto una storia agraria differente, che sarebbe da studiare in modo approfondito, ma per un occhio avvezzo è facile riconoscere che certi lotti sono stati adibiti a pascolo, come il territorio sotto Toeifi, e che altri hanno conosciuto uno sfruttamento intensivo (campi cerealicoli e prati da sfalcio).
Appena a monte di Toeifi, si nota a Granir (zona di Invanh), che il lotto circostante al grande Stadel del XV-XVII secolo è circondato dai resti di terrazzamenti cerealicoli che non sono interclusi da muri, come avverrebbe se la zona fosse adibita anche a pascolo. A Méttelti, invece, fino all'inizio del XX secolo, il lotto è stato utilizzato come habitat per delle colture più intensive e la particella è ancora attualmente contornata da un cordone di muri in pietra, alcuni in cattivo stato di conservazione, ma che raccontano la storia di questa particella dove le colture intensive si sono mantenute, mentre le vicinanze (es. Toeifi e Invanh) erano dedicate all'allevamento estensivo del bestiame.
Due sono le mulattiere che salgono il fianco esposto a sud del vallone, una si snoda nella fascia bassa del versante detta dan undre Weg (mulattiera di sotto), anche chiamata da Vuss Weg (mulattiera pedonale) e l'altra, appunto, che si snoda nella fascia alta del versante detta dan uabre Weg (mulattiera di sopra) o d'Chünu Weg (mulattiera per le mucche). Sia la suddetta mulattiera bassa, sia la mulattiera alta, rispettivamente a valle e a monte di Méttelti, permettono di raggiungere tal luogo, e i sentieri (Gassi), che vi penetrano dall'alto e dal basso, delimitati da muretti o da lastre o pietre inserite verticalmente (Blatti), per impedire che al passaggio delle mucche queste ultime uscissero nei campi, sono ancora visibili.
In effetti, i due differenti percorsi, dan undre Weg e dan uabre Weg, paralleli alle curve di livello, lungo i quali si distribuiscono le particelle realizzate in maniera diffusa, perché appartenenti a proprietari differenti al momento della colonizzazione del territorio, corrispondono ai camminamenti di penetrazione nel bosco e allo schema direttivo della messa in coltura stessa del Vallone di San Grato. Occorre notare che nel catasto d'impianto del 1898 la mulattiera alta è indicata come “Strada vicinale di Munes”, denominazione che evidenzia bene l'importanza che la stessa rivestiva nel sistema viario del vallone di San Grato.
Nel vallone di San Grato si identificano tre zone, conosciute col nome di d'undrun Beerga (i mayen inferiori) dai 1300 m ai 1600 m s.l.m., d'uabrun Beerga  (i mayens superiori) dai 1600 m ai 1800 m s.l.m. e gli alpeggi d'Alpi.
I Beerga si trovano nel territorio fra il fondovalle di Issime e gli alpeggi, e fino alla prima metà del XIX costituivano sedi stabili d'insediamento. Questa fascia, attualmente, è sfruttata a pascolo estensivo, ma fino agli anni '60 del secolo scorso era utilizzata, ancora e in parte, a coltura intensiva, prati da sfalcio, campi di segale, e soprattutto di patate, coltivate dalla fine del XVIII secolo, quando si introdusse nell'alimentazione umana il prezioso tubero.
Il nome dei villaggi dei d'undrun Beerga:
Sallir, Büntscht, Mun Russ, Mullersch Balmu, Karruzu, Tschachtelljer, Walécku, Valbounu, Vatt, Ronhkji, Tschuckjini, Vétt, Bouschtschucke, Hürllji, Lénhe Ronh, Benekoadi, Buart, Prassevin, Ribulu, Lansiniri, Hubal, Hantschécku, Écku, Oeju, Bech, Chlousi, Blatti, Walkhu, Scheiti.
Il nome dei villaggi dei d'uabrun Beerga:
Höischer, Chröiz, Bühl, Zöin, Mattu, Ruassi, Ronh, Mörenzi, Gradunérp, Büertji, Méttelti.
Il nome degli alpeggi d'Alpi:
Joakischstubbi, Unnertschucki, Petschtschucki, Tschuckerschronh, Jansérp, Prassiro, Brechu, Tschucke, Buadma, Roseritz, Pianh, Schwoarzen Buade, Simulettu, Éischemblattu, Réich, Blackgoavenu, Bröi, Kwerratsch, Kölbrunne, Galm, Toeifi, Pintschenécku, Bühla, Invanh, Ritmal, Tannu, Geissungoade, Ronca, Stubbi, Woart, Vlüekhjini, Bülti, Vlüekhji, Valfreidu, Keckeretschjatz, Méttju, Mundschuvett, Mühni (Munes, Madonna delle Nevi), Stein, Bétti, Wanh, Windjil, Rollumattu, Siawjini, Siawa.

### Musei
- museo di arte sacra nella chiesa di San Giacomo

### Associazioni
A Issime è presente una banda musicale, la Musikkapelle "La Lira", fondata nel 1906, la cui sede è la Musik Haus, a Tontinel.

### Biblioteche

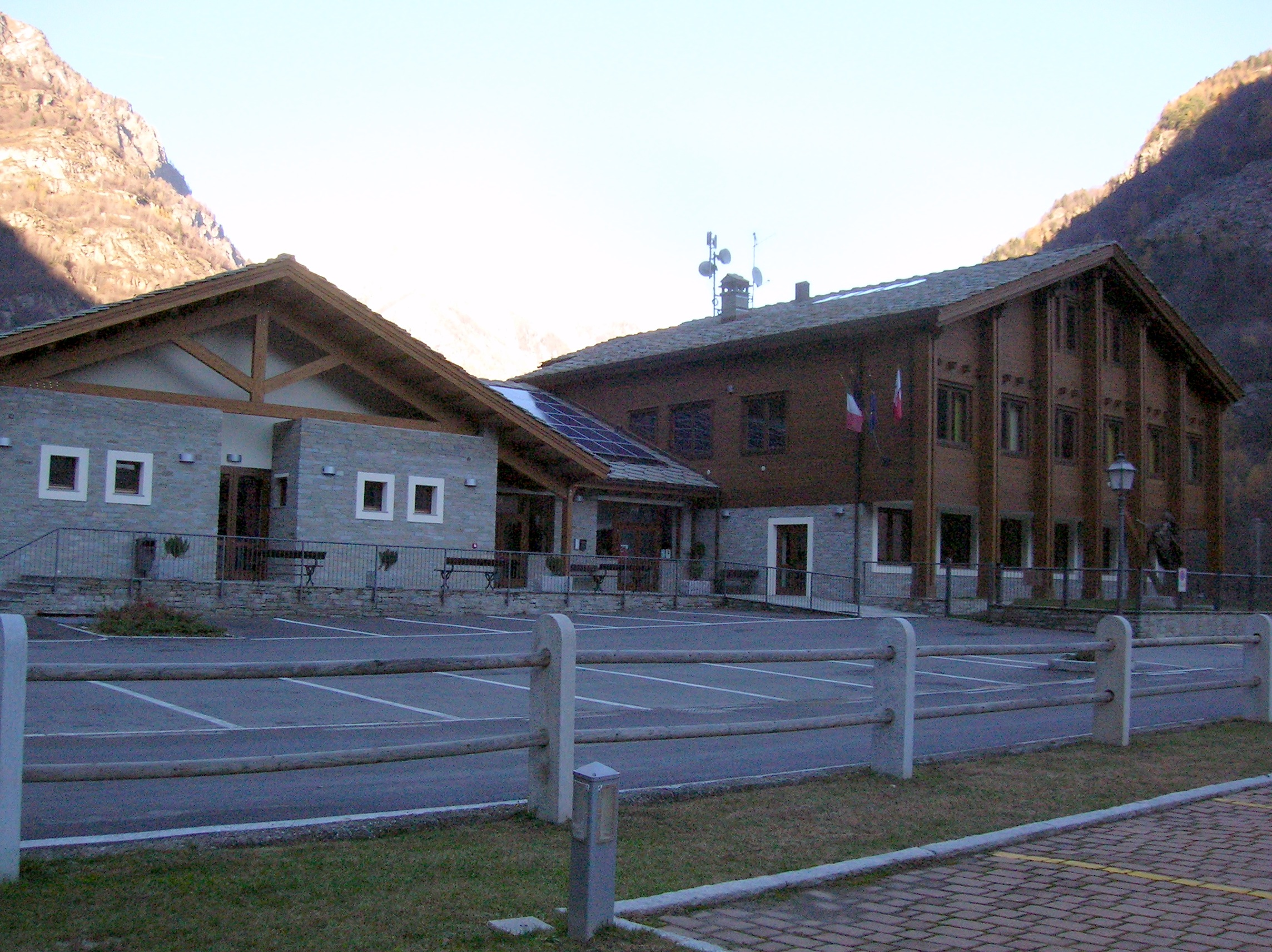
Il centro polivalente "Z'Lannsch Hous" che ospita la scuola, la biblioteca e la palestra

In località Duarf 11, presso la Maison Vallaise, ha sede la biblioteca comunale.

### Cucina
Sono tipici della cucina di Issime:
tra i primi
- Fessilsûppu, piatto unico a base di riso e fagioli conditi con burro e formaggio

tra i dolci
- le frittelle di mele
- le merveilles

## Società

### Evoluzione demografica
Abitanti censiti

### Etnie e minoranze straniere
Secondo i dati ISTAT al 31 dicembre 2010 la popolazione straniera residente era di 11 persone. Le nazionalità maggiormente rappresentate in base alla loro percentuale sul totale della popolazione residente erano:
- Romania 5,17%

## Eventi e manifestazioni

### Feste e fiere
- Festa patronale di San Giacomo, ultima settimana di luglio;
- Festa patronale invernale di San Sebastiano;
- Antalpu, festa analoga della Désalpe (francese) o Désarpa (patois), ovvero la discesa degli alpeggi (transumanza), il 29 settembre;
- Festa di Santa Cecilia, organizzata dalla banda musicale locale, la Musikkapelle La Lira[25];
- Z'Wacht im Duarf, che nel dialetto Töitschu significa "Veglia nel paese", organizzata dal comune in collaborazione con la proloco, con la Musikkapelle e con le scuole elementari, ai primi di febbraio: rievocazione di antichi mestieri, musica e stand gastronomici;
- Festa dell'Associazione Augusta, si svolge normalmente in primavera con la presentazione della rivista annuale "AUGUSTA" edita dal 1969.
- Bataille de reines, organizzata il 25 Aprile ogni due anni.

## Economia
Come in molti comuni valdostani anche nel comune di Issime si produce energia idroelettrica. La centrale omonima, in località Gran Praz, è in gestione alla CVA e sfrutta le acque del Lys.

## Amministrazione
Il termine "sindaco", in francese valdostano syndic, è reso nel dialetto locale (Töitschu) dal termine Hoptma.
A Issime si trova la sede dell'Unité des Communes valdôtaines Walser (in tedesco, Union der Aostataler Walsergemeinden), della quale fanno parte anche i comuni di Gaby, Gressoney-Saint-Jean e Gressoney-La-Trinité.

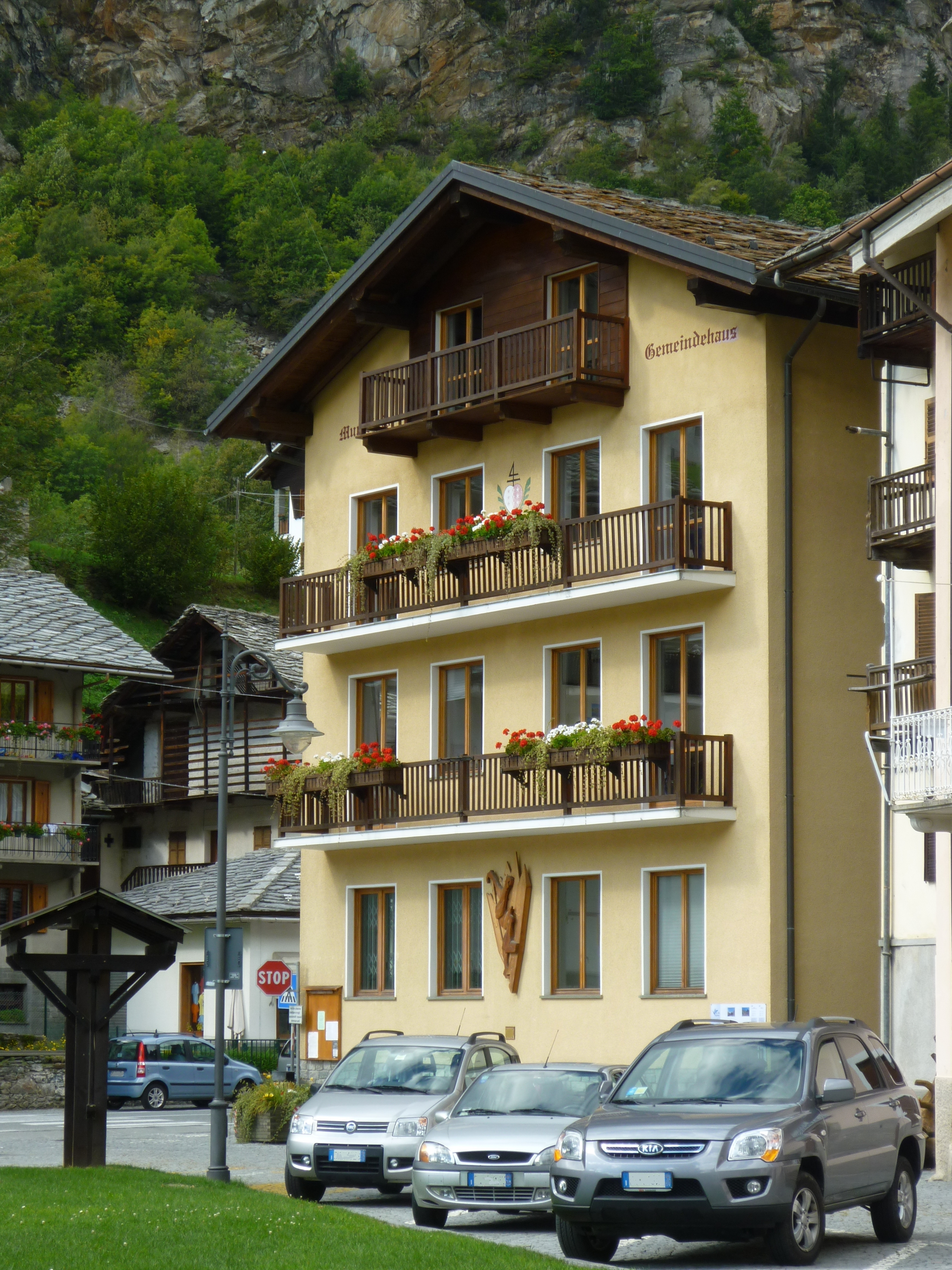
Il municipio (in tedesco, Gemeindehaus)
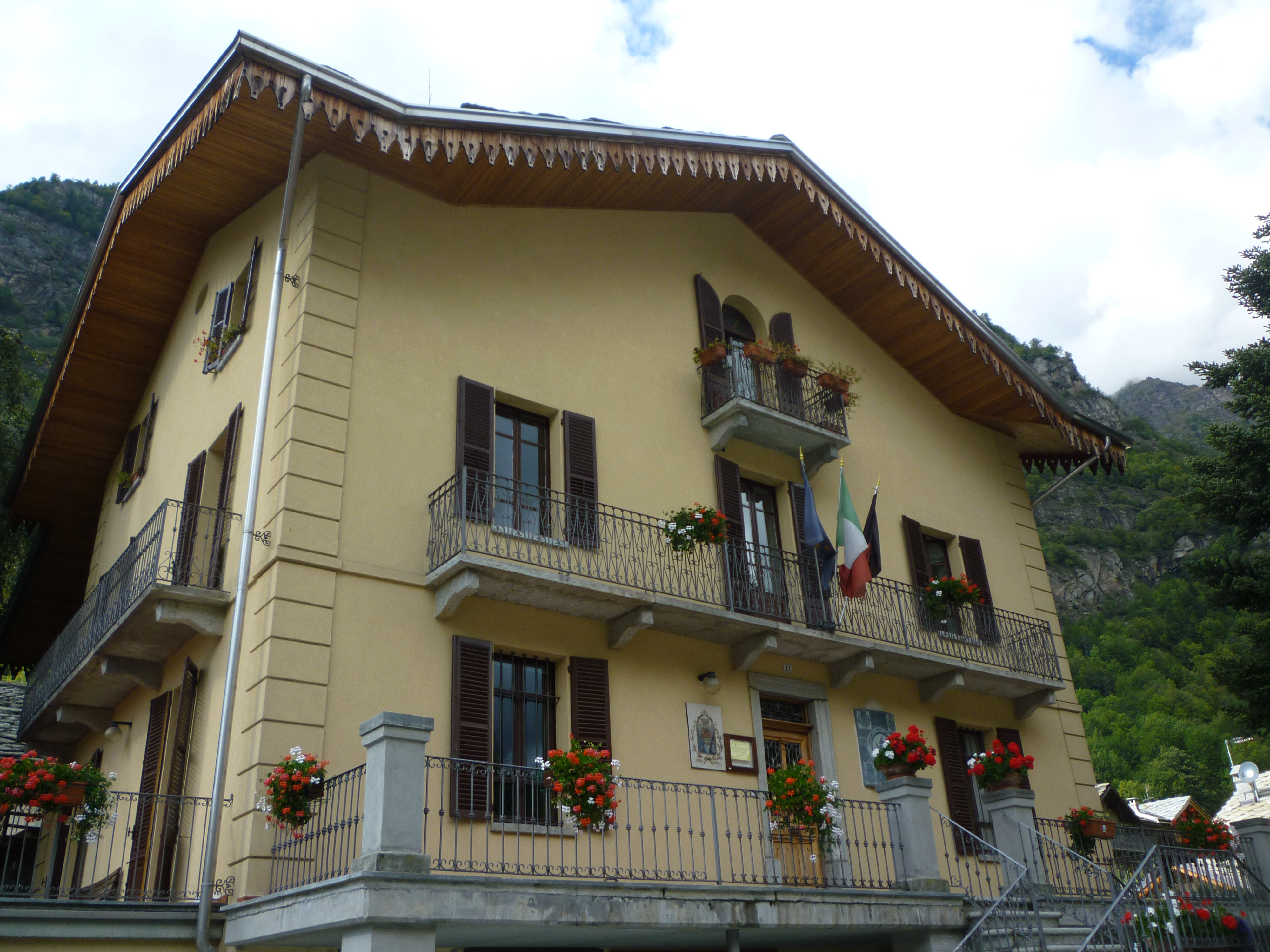
La sede amministrativa dell'Unité des Communes valdôtaines Walser

Di seguito è presentata una tabella relativa alle amministrazioni che si sono succedute in questo comune.
| Periodo        | Periodo          | Primo cittadino   | Partito          | Carica  | Note   |
| -------------- | ---------------- | ----------------- | ---------------- | ------- | ------ |
| 12 giugno 1985 | 18 maggio 1990   | Guido Linty       | Union Valdôtaine | Sindaco | [ 28 ] |
| 18 maggio 1990 | 29 maggio 1995   | Marco Busso       | -                | Sindaco | [ 28 ] |
| 29 maggio 1995 | 30 novembre 1996 | Guido Linty       | -                | Sindaco | [ 28 ] |
| 26 maggio 1997 | 20 maggio 2002   | Emanuela Vassoney | lista civica     | Sindaco | [ 28 ] |
| 20 maggio 2002 | 21 maggio 2007   | Emanuela Vassoney | lista civica     | Sindaco | [ 28 ] |
| 21 maggio 2007 | 28 maggio 2012   | Christian Linty   | lista civica     | Sindaco | [ 28 ] |
| 28 maggio 2012 | 7 maggio 2017    | Christian Linty   |                  | Sindaco | [ 28 ] |
| 7 maggio 2017  | 16 maggio 2022   | Christian Linty   |                  | Sindaco | [ 28 ] |
| 16 maggio 2022 | "in carica"      | Enrico Montanari  | Lista civica     | Sindaco | [ 28 ] |

## Sport
Nel comune di Issime si è svolta per anni la Marcia del Dondeuil.
Dal 2013 si svolge la Cronoscalata al bivacco Cravetto, sul Mont Néry, corsa in montagna del tipo "vertical trail" di lunghezza pari a 6,5 km per un dislivello positivo di 1480 m.
Il campo di calcio comunale, denominato Walser Stadion, si situa in località Plane.